# دهستان کارواندر
دهستان کارواندر، یکی از دهستان‌های بخش مرکزی شهرستان خاش در استان سیستان و بلوچستان ایران است. مرکز این دهستان، روستای کارواندر است.

## جمعیت
بر پایه سرشماری عمومی نفوس و مسکن در سال ۱۳۹۵، جمعیت دهستان کارواندر برابر با ۷٬۱۵۳ نفر بوده است.